# Борго Ферара (Падова)
Борго Ферара је насеље у Италији у округу Падова, региону Венето.
Према процени из 2011. у насељу је живело 29 становника. Насеље се налази на надморској висини од 14 м.